# Покорители гор
«Покори́тели гор» (груз. მწვერვალის დამპყრობნი) — советская короткометражная кинокомедия 1977 года, снятая на киностудии «Грузия-фильм». Шестая новелла из цикла короткометражных фильмов о весёлых приключениях трёх дорожных мастеров.

## Сюжет
Встретив находившихся в отпуске дорожных рабочих, спортивный инструктор убеждает их записаться в секцию альпинизма и приступить к покорению окрестных вершин. Получив альпинистское снаряжение, но не имея каких-либо навыков ориентирования на местности, трое друзей приступают к «покорению» вершин, попадая при этом во всякие непредвиденные ситуации. Заключительное ночное восхождение заканчивается тем, что они встречают утро на крыше того же дома, откуда начиналось их путешествие.

## В ролях
- Кахи Кавсадзе
- Баадур Цуладзе
- Гиви Берикашвили
- Григол Грдзелишвили
- Джими Ломидзе
- Михаил Симхаев
- Нодар Чогошвили